# Балль, Хуго
Хуго Балль (22 февраля 1886, Пирмазенс — 14 сентября 1927, Коллина д’Оро, Швейцария) — немецкий поэт и драматург, эссеист, журналист. Один из основателей дадаизма.
Изучал Шопенгауэра и Ницше, активный участник берлинской художественной жизни в период до Первой мировой войны. Дезертировал с фронта в Швейцарию, где и открыл в 1916 году в Цюрихе «Кабаре Вольтер». Автор парадоксальных сочинений, симультанных поэм («когда мысль рождается во рту») и брюистской (шумовой) музыки.
Деятельность Хуго Балля в группе дадаистов заключалась в приспособлении философской традиции и немецкой поэтики XIX века к техническим и формальным потребностям искусства XX века. Балль работал в разных областях искусства, провозглашая синтетический подход к созданию произведения.

## Издания на русском языке
- Хуго Балль  Тендеренда-фантаст: Роман 1920 года. — Состав. серии С. Кудрявцев; Пер. Т. Набатниковой; науч. ред. и коммент. К. Дудакова-Кашуро. — М.: Гилея, 2013. — 108 с.; портр.; фотографии. — 400 нумерованных экз. — ISBN 978-5-87987-081-7 (REAL HYLAEA)